# 迪爾克里克鎮區 (密蘇里州亨利縣)
迪爾克里克鎮區（英語：Deer Creek Township）是位於美國密蘇里州亨利縣的一個行政鎮區。

## 地方資料
迪爾克里克鎮區的面積為86.34平方千米，當中陸地面積為85.12平方千米，而水域面積為1.21平方千米。根據2020年美國人口普查的數據，當地共有人口388人，而人口密度為每平方千米4.49人。